# Proiectează o umbră întunecată
Proiectează o umbră întunecată (titlul original: în engleză Cast a Dark Shadow) este un film thriller britanic din 1955 regizat de Lewis Gilbert. În rolurile principale joacă actorii Dirk Bogarde, Margaret Lockwood și Kay Walsh.

## Distribuție
- Dirk Bogarde – Edward „Teddy” Bare
- Margaret Lockwood – Freda Jeffries
- Kay Walsh – Charlotte Young
- Kathleen Harrison – Emmie
- Riobert Flemyng – Phillip Mortimer
- Mona Washbourne – Monica Bare
- Philip Stainton – Charlie Mann
- Walter Hudd – Coroner
- Lita Roza – Singer